# Ferrari 212F2

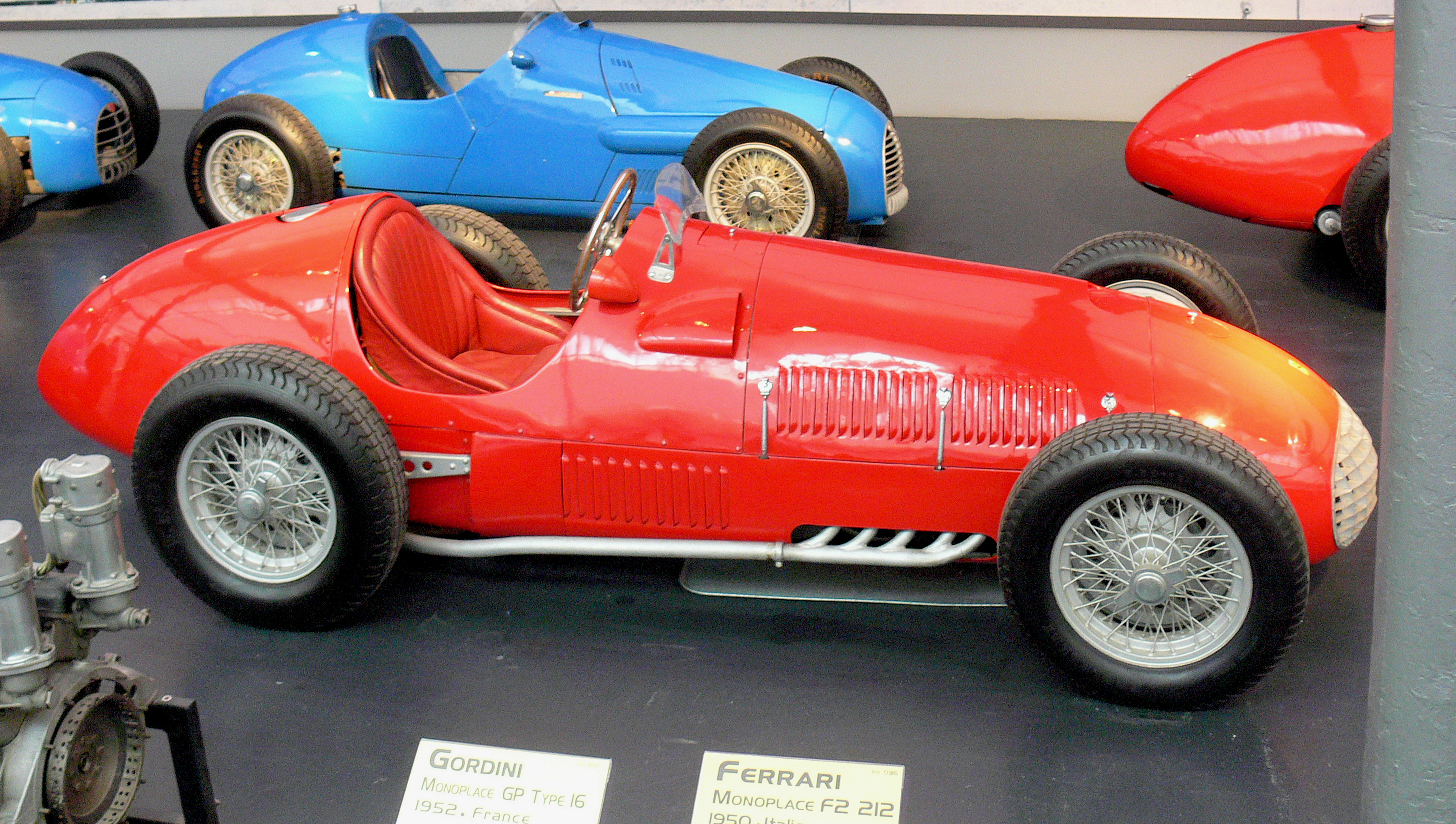
Ferrari 212F2 im Musée National de l’Automobile (Mulhouse)

Der Ferrari 212F2 war ein Formel-2-Rennwagen, gebaut und eingesetzt  von der Scuderia Ferrari.

## Entwicklungsgeschichte
Der Ferrari 212F2 war ein vereinfachter Ferrari 166 und  vor dem Ferrari 500 der erste Formel-2-Rennwagen von Ferrari. Der V12-Motor wurde in den Gitterrohrrahmen des Ferrari 125 eingebaut. Die aufgeladene Version wurde 1949 in der argentinischen Formula Libre gefahren.
1950 wurde der Wagen überarbeitet. Aurelio Lampredi überarbeitete den Motor und der Wagen bekam einen längeren Radstand sowie eine verbesserte Mechanik.

## Renngeschichte
Die Werkswagen beherrschten die Formel-2-Rennen der Saison 1950. 1951, als sich die Scuderia den neuen Formel-1-Rennwagen, den Modellen 275F1, 340F1 und 375F1 zuwandte, wurden die Wagen an Privatfahrer verkauft. Vor allem die Schweizer Ecurie Espadon setzte sie unter der Bezeichnung 212 F1 für Fahrer wie Rudolf Fischer und Rudolf Schoeller in der Fahrerweltmeisterschaft ein.